# 2025 dans les parcs de loisirs
| Années des parcs de loisirs : 2022 - 2023 - 2024 - 2025 - 2026 - 2027 - 2028    |
| Décennies des parcs de loisirs : 1990 - 2000 - 2010 - 2020 - 2030 - 2040 - 2050 |

L'article 2025 dans les parcs de loisirs répertorie les événements marquants et les nouveautés majeures de l'année 2025, dans le domaine des parcs de loisirs à travers le monde.

## Parcs d'attractions

### Ouverture
- Bommelwereld ( Pays-Bas)[1]
- Hossoland ( Pologne)[2]ouvert au public le 27 juin 2025[3]
- Karls Erlebnis-Dorf Loxstedt ( Allemagne)[4]
- Legoland Shanghai ( Chine)[5]ouvert au public le 5 juillet 2025[6]
- Legoland Sichuan ( Chine)[7]
- Mattel Adventure Park (Arizona) ( États-Unis)[8]
- Oasis at Lakeport ( États-Unis)[9]
- Peppa Pig Theme Park ( États-Unis)[10] ouvert au public le 1er mars 2025[11]
- Six Flags Qiddiya ( Arabie saoudite)[12]
- Universal Epic Universe ( États-Unis) ouvert au public le 22 mai 2025[13],[14]
- Vidanta World ( Mexique)
- Wonderla Amusement Park Chennai ( Inde)

### Fermeture
- Marineland ( France)[15],[16],[17]
- Mirabilandia ( Brésil)
- Oakwood Theme Park ( Royaume-Uni)[18]
- Ventura Park ( Mexique)[19]
- Six Flags America ( États-Unis)[20]

### Changement de nom
- Holiday Park devient Plopsaland Deutschland ( Allemagne)
- Plopsa Coo devient Plopsaland Ardennes ( Belgique)
- Plopsaland De Panne devient Plopsaland Belgium ( Belgique)

## Parcs aquatiques

### Ouverture
- Aquarabia ( Arabie saoudite)[21]

## Événements
- Février
  - 28 février 2025 -  États-Unis - Le parc Six Flags Great Adventure procède à la démolition de Kingda Ka qui ont été les montagnes russes les plus haute du monde et les plus rapides du monde[22].
- Mars
  - 3 mars 2025 -  France - Le Parc du Petit Prince, géré par la société Aéroprince est vendu au groupe polonais Ptak[23].
  - 4 mars 2025 -  Royaume-Uni - Le groupe Aspro Parks, propriétaire du parc Oakwood Theme Park, annonce sa fermeture immédiate[18].
  - 18 mars 2025 -  États-Unis - Herschend Family Entertainment Corporation annonce avoir conclu un accord pour acquérir tous les parcs américains de Palace Entertainment, la filiale de Parques Reunidos[24],[25],[26].
  - 21 mars 2025 -  France - Le Parc Saint-Paul est racheté par le Looping Group[27].
- Mai
  - 1er mai 2025 -  États-Unis - Six Flags annonce la fermeture définitive de Six Flags America et Hurricane Harbor à la fin de la saison 2025[28].
  - 7 mai 2025 -  Émirats arabes unis - The Walt Disney Company et Miral Group annoncent leur projet de parc à thème Disney sur l'île de Yas, à Abou Dabi[29],[30],[31].
- Août
  - 1er août 2025 -  États-Unis - Lucky Strike Entertainment acquiert les parcs Raging Waters Los Angeles (Californie) et Wet'n Wild Emerald Pointe (Caroline du Nord), ainsi que trois centres de divertissement en Californie ; Castle Park, Boomers Vista et Boomers Palm Springs[32].

## Attractions

### Montagnes russes

#### Délocalisations
| Nom                      | Type / Modèle       | Constructeur         | Parc                              | Pays       | Anciennement                          |
| ------------------------ | ------------------- | -------------------- | --------------------------------- | ---------- | ------------------------------------- |
| NC                       | Métal               | Zierer               | Böhmischer Prater                 | Autriche   | Racing à Bakken                       |
| NC                       | Tournoyantes junior | SBF Visa Group       | Cotaland                          | États-Unis | Fun in the Sun à Funplex Myrtle Beach |
| NC                       | Inversées           | Bolliger & Mabillard | Wonderla Amusement Park Chennai   | Inde       | Lightning à Kuwait Entertainment City |
| NC                       | Inversées / SLC 662 | Vekoma               | Wonderla Amusement Park Bangalore | Inde       | T3 à Kentucky Kingdom                 |
| Marvelous Adventure      | Family Boomerang    | Vekoma               | VinWonders Grand Park             | Vietnam    | Spartan Race à VinWonders Phú Quốc    |
| Superman Ultimate Flight | Assises             | S.D.C.               | New Jesolandia                    | Italie     | Silber Mine à Gorky Park              |

#### Nouveau thème
| Nom                                | Type / Modèle | Constructeur         | Parc                   | Pays       | Anciennement                       |
| ---------------------------------- | ------------- | -------------------- | ---------------------- | ---------- | ---------------------------------- |
| Batgirl                            | Boomerang     | Vekoma               | Six Flags Mexico       | Mexique    | Boomerang (2000 à 2024)            |
| Chupacabra                         | Inversées     | Bolliger & Mabillard | Six Flags Fiesta Texas | États-Unis | Goliath (2008 à 2024)              |
| Draconis                           | E-Powered     | Mack Rides           | Plopsaland De Panne    | Belgique   | Draak (2004 à 2024)                |
| Hollyhock and Roll                 | Junior        | Vekoma               | Kentucky Kingdom       | États-Unis | Roller Skater (1994 à 2024)        |
| MonteZOOMa: The Forbidden Fortress | Shuttle Loop  | Anton Schwarzkopf    | Knott's Berry Farm     | États-Unis | Montezooma’s Revenge (1978 à 2022) |
| Pantherian                         | Giga Coaster  | Intamin              | Kings Dominion         | États-Unis | Intimidator 305 (2010 à 2024)      |
| Turbine                            | Shuttle Loop  | Anton Schwarzkopf    | Walibi Belgium         | Belgique   | Psyké Underground (2013 à 2024)    |

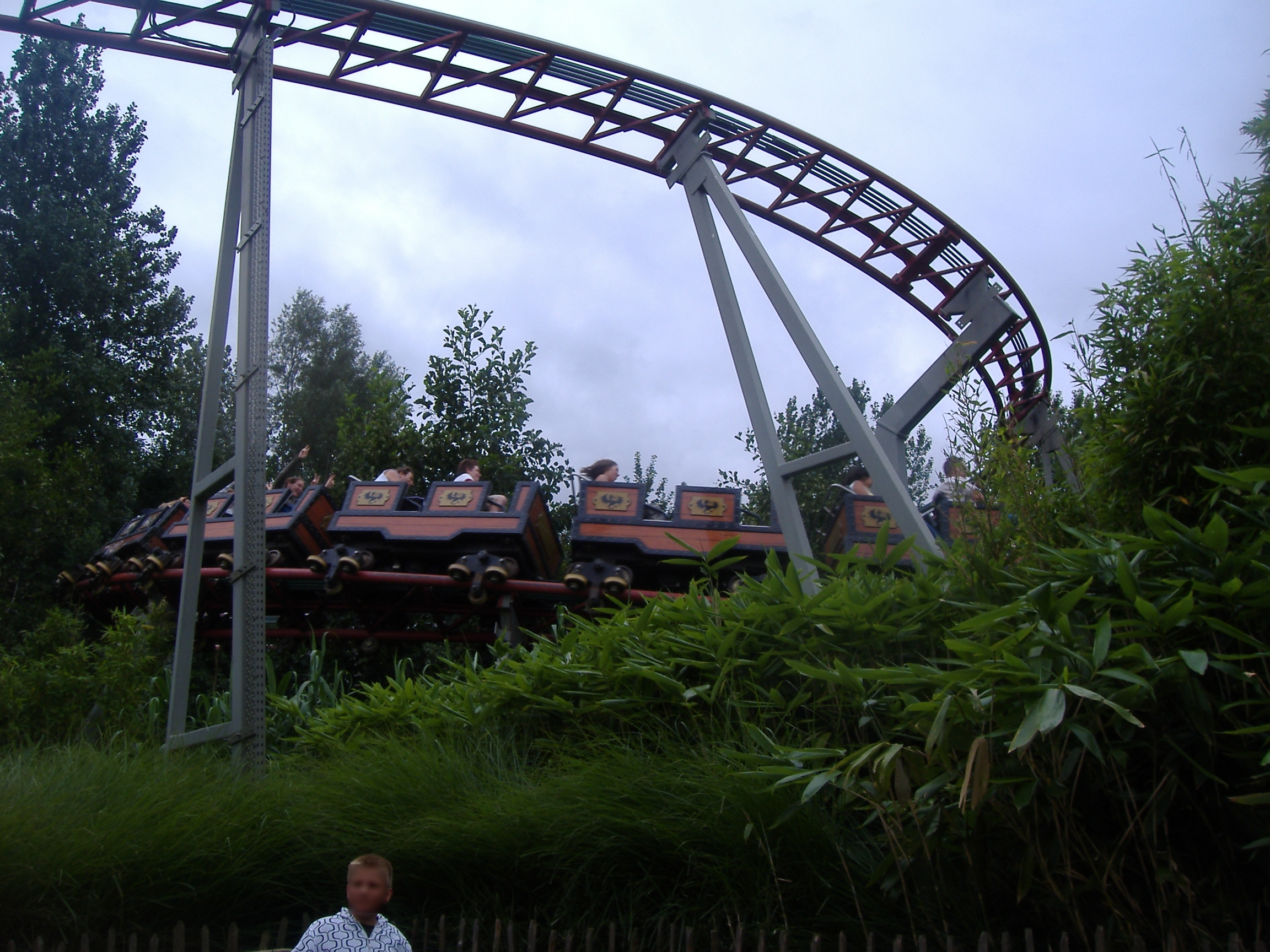
Draconis à Plopsaland De Panne
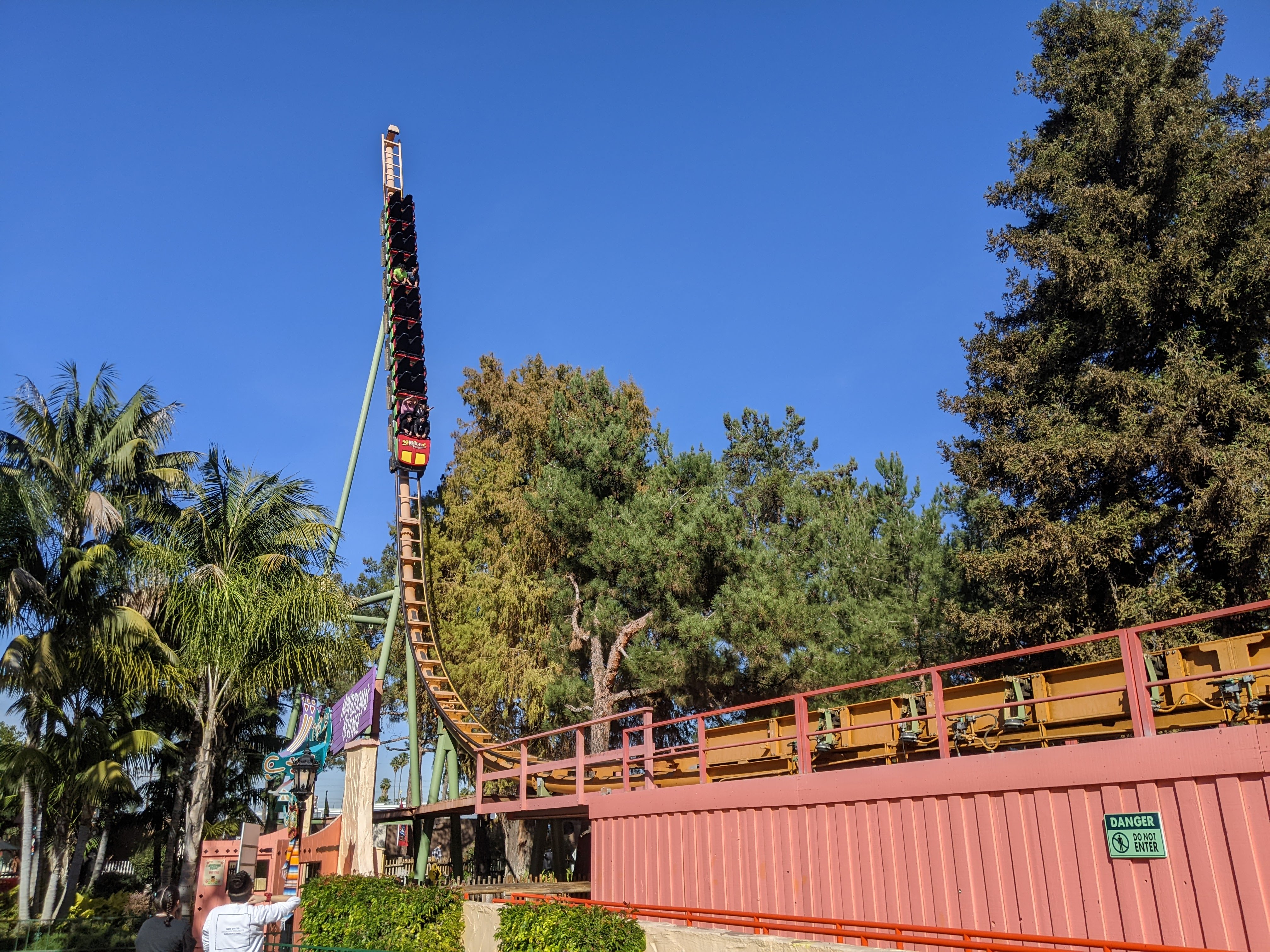
MonteZOOMa: The Forbidden Fortress à Knott's Berry Farm
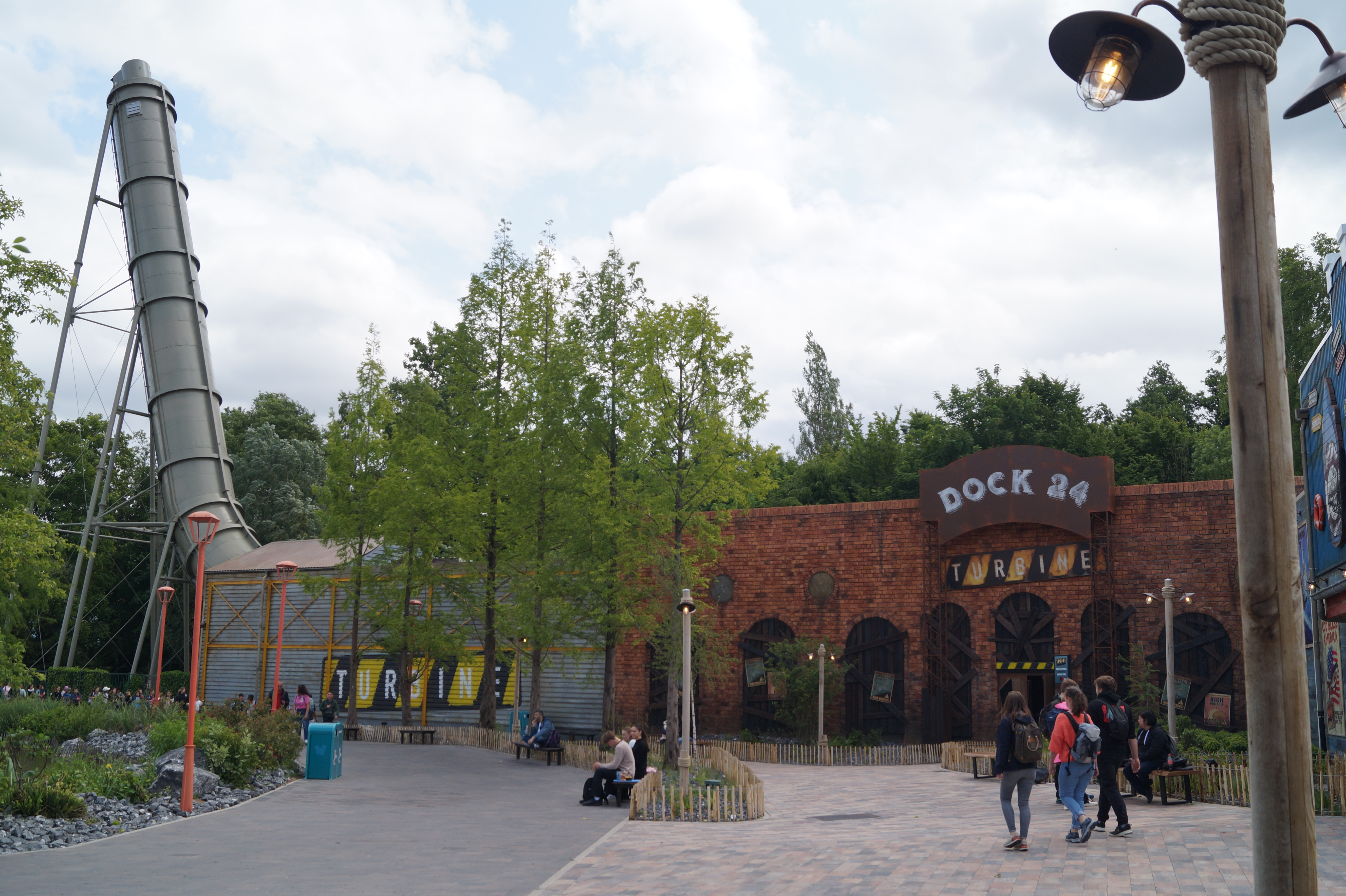
Turbine à Walibi Belgium

#### Nouveautés
| Nom                                       | Type / Modèle                   | Constructeur                 | Parc                              | Pays            |
| ----------------------------------------- | ------------------------------- | ---------------------------- | --------------------------------- | --------------- |
| NC                                        | Assises                         | Zamperla                     | China Hiin City                   | Chine           |
| NC                                        | Acier                           | Jinma Rides                  | China Hiin City                   | Chine           |
| NC                                        | E-Powered                       |                              | China Hiin City                   | Chine           |
| NC                                        | Inversées                       | Bolliger & Mabillard         | Legoland Sichuan                  | Chine           |
| NC                                        | Junior                          | Zamperla                     | Legoland Sichuan                  | Chine           |
| NC                                        | En intérieur                    | Zierer                       | Legoland Sichuan                  | Chine           |
| NC                                        |                                 |                              | Legoland Sichuan                  | Chine           |
| NC                                        | Tournoyantes junior             | Gosetto                      | De Waarbeek                       | Pays-Bas        |
| NC                                        | Assises/Big Dipper              | Mack Rides                   | Sun World Bà Nà Hills             | Vietnam         |
| NC                                        | Acier                           | Zierer                       | Sun World Bà Nà Hills             | Vietnam         |
| Adrena-Line                               | Suspendues                      | Vekoma                       | Six Flags Qiddiya                 | Arabie saoudite |
| AlpenFury                                 | Assises                         | Premier Rides                | Canada's Wonderland               | Canada          |
| Antares                                   | Roller Ball                     | Ride Engineers Switzerland   | Conny-Land                        | Suisse          |
| Aquila                                    | Assises en intérieur            | Vekoma                       | Mandoria                          | Pologne         |
| Ashara : Goddess of Fire                  | Navettes                        | Vekoma                       | Vidanta World                     | Mexique         |
| Aurora                                    | à véhicules suspendus           | Vekoma                       | Hossoland                         | Pologne         |
| Avix                                      | Inversées                       | Gerstlauer                   | Parque del Café                   | Colombie        |
| Beach Rescue Racer                        | Assises                         | Zierer                       | SeaWorld San Antonio              | États-Unis      |
| Big Bad Wolf                              | Inversées                       | Bolliger & Mabillard         | Busch Gardens Williamsburg        | États-Unis      |
| Big LEGO Coaster                          | Inversées                       | Bolliger & Mabillard         | Legoland Shanghai                 | Chine           |
| Braus & Saus                              | Assises                         | ART Engineering              | Potts Park                        | Allemagne       |
| Bulderbaan                                | Assises                         | Vekoma                       | Bommelwereld                      | Pays-Bas        |
| Cétautomatix                              | Tournoyantes                    | Gerstlauer                   | Parc Astérix                      | France          |
| Cinder Roller Coaster                     | Assises                         | SBF Visa Group               | Storybook Land                    | États-Unis      |
| Circuit Breaker                           | Tilt Coaster                    | Vekoma                       | Cotaland                          | États-Unis      |
| Colossus                                  | Bois                            | Great Coasters International | Six Flags Qiddiya                 | Arabie saoudite |
| Cowabunga Carts                           | Assises                         | Zierer                       | Mirabilandia                      | Italie          |
| Crazy Crab                                | Tournoyantes / Wild Mouse       | Premier Rides                | Steel Pier                        | États-Unis      |
| Curse of the Werewolf                     | Tournoyantes                    | Mack Rides                   | Universal Epic Universe           | États-Unis      |
| Daddy Pig's Roller Coaster                | Assises                         | Zamperla                     | Peppa Pig Theme Park              | États-Unis      |
| Défi du Dragon (le)                       | Assises                         | Gerstlauer                   | Jardin d'Acclimatation            | France          |
| Delia's Adventure                         | E-Powered à véhicules suspendus | Mack Rides                   | Vidanta World                     | Mexique         |
| Dino                                      | Tournoyantes                    | SBF Visa Group               | Edelwies Erlebnispark             | Allemagne       |
| DinoRunner                                | E-Powered                       |                              | Yomiuriland                       | Japon           |
| Dragon                                    | En intérieur                    | Zierer                       | Legoland Shanghai                 | Chine           |
| Dragon's Aprrentice                       | Junior                          | Zamperla                     | Legoland Shanghai                 | Chine           |
| Erdbeer Raupenbahn                        | Assises                         | SBF Visa Group               | Karls Erlebnis-Dorf Loxstedt      | Allemagne       |
| Falcons Flight                            | Assises                         | Intamin                      | Six Flags Qiddiya                 | Arabie saoudite |
| Fire Runner                               | Single-rail                     | Rocky Mountain Construction  | Lost Island Theme Park            | États-Unis      |
| Flash: Vertical Velocity                  | Assises                         | Vekoma                       | Six Flags Great Adventure         | États-Unis      |
| Furacão                                   | Lancées                         | Mack Rides                   | Aquashow Family Park              | Portugal        |
| Georgia Gold Rusher                       | Navette Tournoyantes/Ultra Surf | Intamin                      | Six Flags Over Georgia            | États-Unis      |
| Gozimba                                   | Inversées e-powered             | Ride Engineers Switzerland   | Serengeti-Park                    | Allemagne       |
| Helios                                    | Assises                         | Mack Rides                   | Fantasiana                        | Autriche        |
| Hiccup's Wing Gliders                     | Assises                         | Intamin                      | Universal Epic Universe           | États-Unis      |
| Hot Wheels Boneshaker : The Ultimate Ride | Acier                           | Chance Morgan                | Mattel Adventure Park (Arizona)   | États-Unis      |
| Hot Wheels Twin Mill Racer                | Assises                         | Chance Morgan                | Mattel Adventure Park (Arizona)   | États-Unis      |
| Iron Rattler                              | Tilt Coaster                    | Vekoma                       | Six Flags Qiddiya                 | Arabie saoudite |
| Izari's Flight                            | Vekoma Junior Coaster           | Vekoma                       | Vidanta World                     | Mexique         |
| Masters of Spinjitzu                      | Tournoyantes                    | Mack Rides                   | Legoland Korea                    | Corée du Sud    |
| Mecalodon                                 | Lancées                         | Gerstlauer                   | Walibi Belgium                    | Belgique        |
| Mermaid Ride                              | Vekoma Junior Coaster           | Vekoma                       | Hossoland                         | Pologne         |
| Mine-Cart Madness                         | Assises                         |                              | Universal Epic Universe           | États-Unis      |
| Palindrome                                | Navettes                        | Gerstlauer                   | Cotaland                          | États-Unis      |
| Photon Voyage                             | Assises                         |                              | Star World - Nanhu Amusement Park | Chine           |
| Quantum Accelerator                       | Lancées                         | Intamin                      | Six Flags New England             | États-Unis      |
| Rapterra                                  | Wing                            | Bolliger & Mabillard         | Kings Dominion                    | États-Unis      |
| Saw Mill Falls                            | Aquatiques                      | Mack Rides                   | Six Flags Qiddiya                 | Arabie saoudite |
| Sea Stallion                              | Spike Coaster                   | Maurer                       | Six Flags Qiddiya                 | Arabie saoudite |
| Serpentikha                               | Suspendues                      | Vekoma                       | Aztlán Parque Urbano              | Mexique         |
| Siren’s Curse                             | Tilt Coaster                    | Vekoma                       | Cedar Point                       | États-Unis      |
| Snoopy’s Racing Railway                   | Lancées                         | ART Engineering              | Carowinds                         | États-Unis      |
| Spinning Coaster                          | Tournoyantes                    | SBF Visa Group               | Didi'Land                         | France          |
| Speed of Light                            | Suspendus                       | Vekoma                       | Vidanta World                     | Mexique         |
| Spitfire                                  | Lancées                         | Intamin                      | Six Flags Qiddiya                 | Arabie saoudite |
| Stardust Racers                           | Lancées / Duel                  | Mack Rides                   | Universal Epic Universe           | États-Unis      |
| Tecuani Beast                             | Assises                         | Vekoma                       | Vidanta World                     | Mexique         |
| Thor                                      | Acier                           | Vekoma                       | Hossoland                         | Pologne         |
| Transformers                              | Axis Coaster                    | S&S Worldwide                | Seven Yanbu                       | Arabie saoudite |
| Twilight Express                          | Assises                         | Vekoma                       | Six Flags Qiddiya                 | Arabie saoudite |
| Vesmír                                    | Tournoyantes en intérieur       | InterTech                    | Fantázia Liptov Park              | Slovaquie       |
| Veyron                                    | Junior                          | Preston & Barbieri           | Hossoland                         | Pologne         |
| Wiener Looping                            | Assises                         | Mack Rides                   | Prater de Vienne                  | Autriche        |
| Wild Buffalo                              | Bois                            | Great Coasters International | La Mer de Sable                   | France          |
| Wild West Coaster                         | Assises                         | Vekoma                       | Winnoland                         | France          |
| Wrath of Rakshasa                         | Plongeante                      | Bolliger & Mabillard         | Six Flags Great America           | États-Unis      |
| Yeti Trek                                 | Assises                         | Vekoma                       | Santa's Village                   | Canada          |
| YoY                                       | Single-rail                     | Rocky Mountain Construction  | Walibi Holland                    | Pays-Bas        |
| Zéphyr                                    | Euro-Fighter                    | Gerstlauer                   | Parc Ange Michel                  | France          |

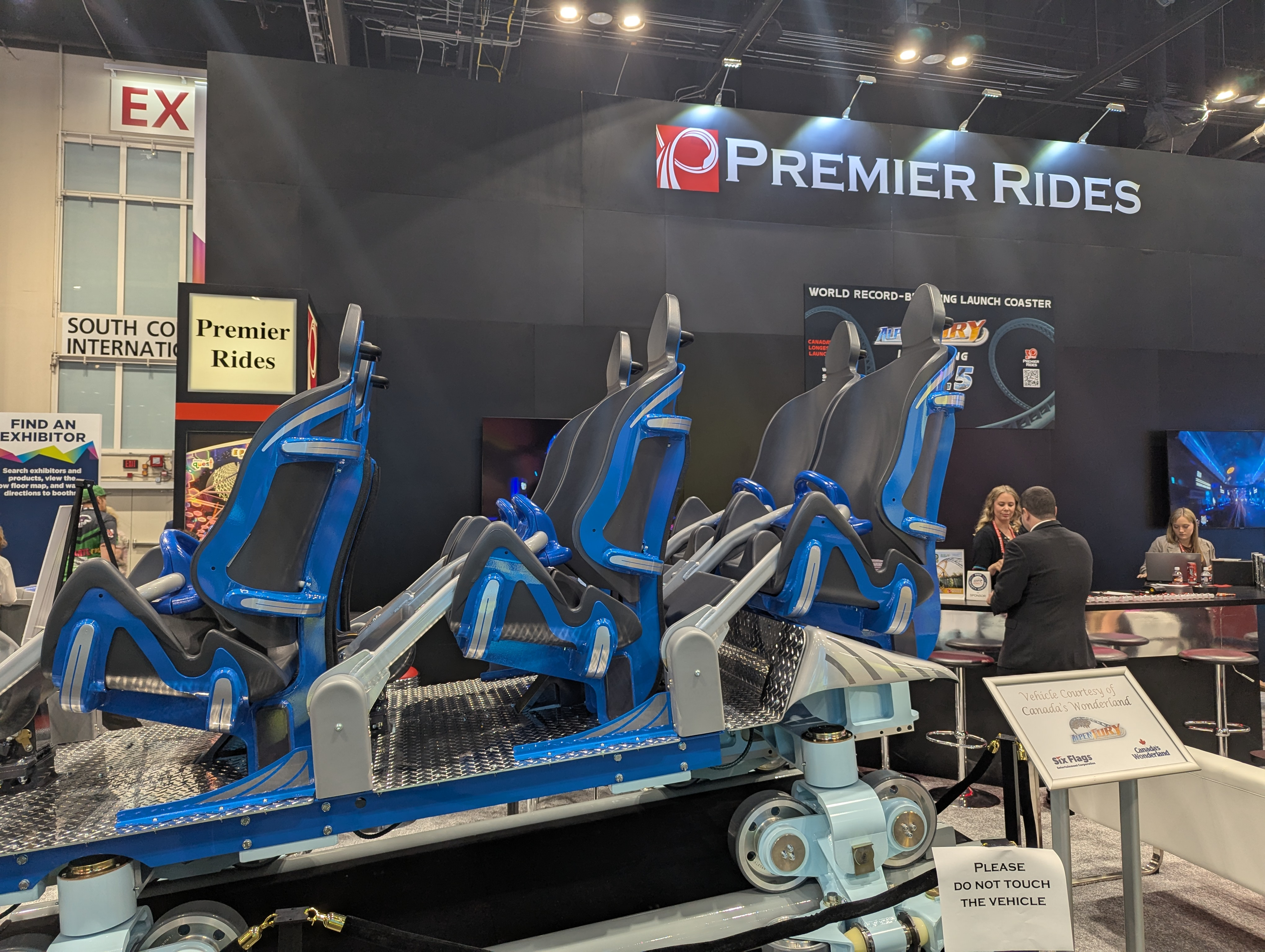
Véhicule de AlpenFury exposé lors du salon IAAPA 2024.
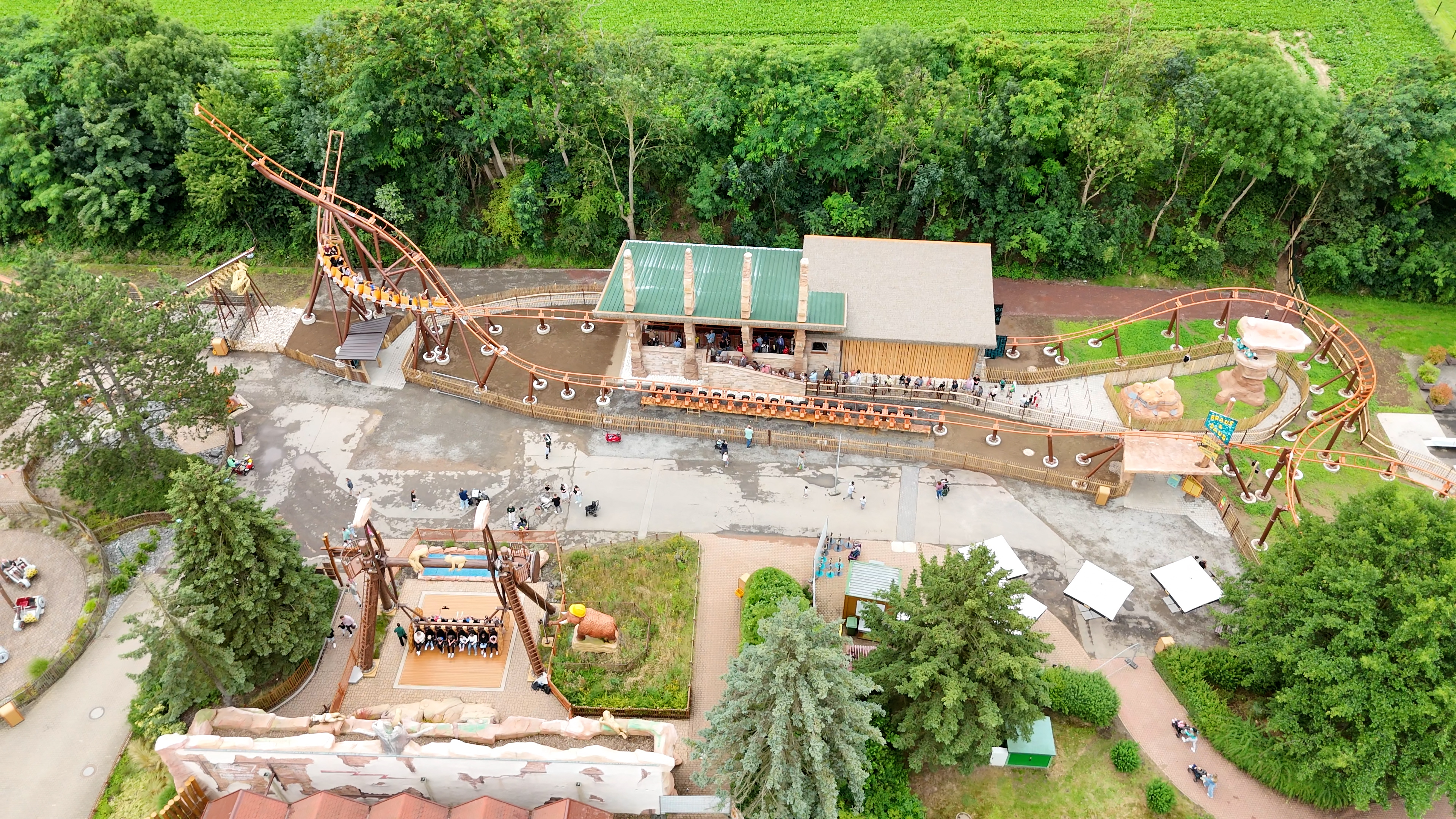
Braus & Saus à Potts Park
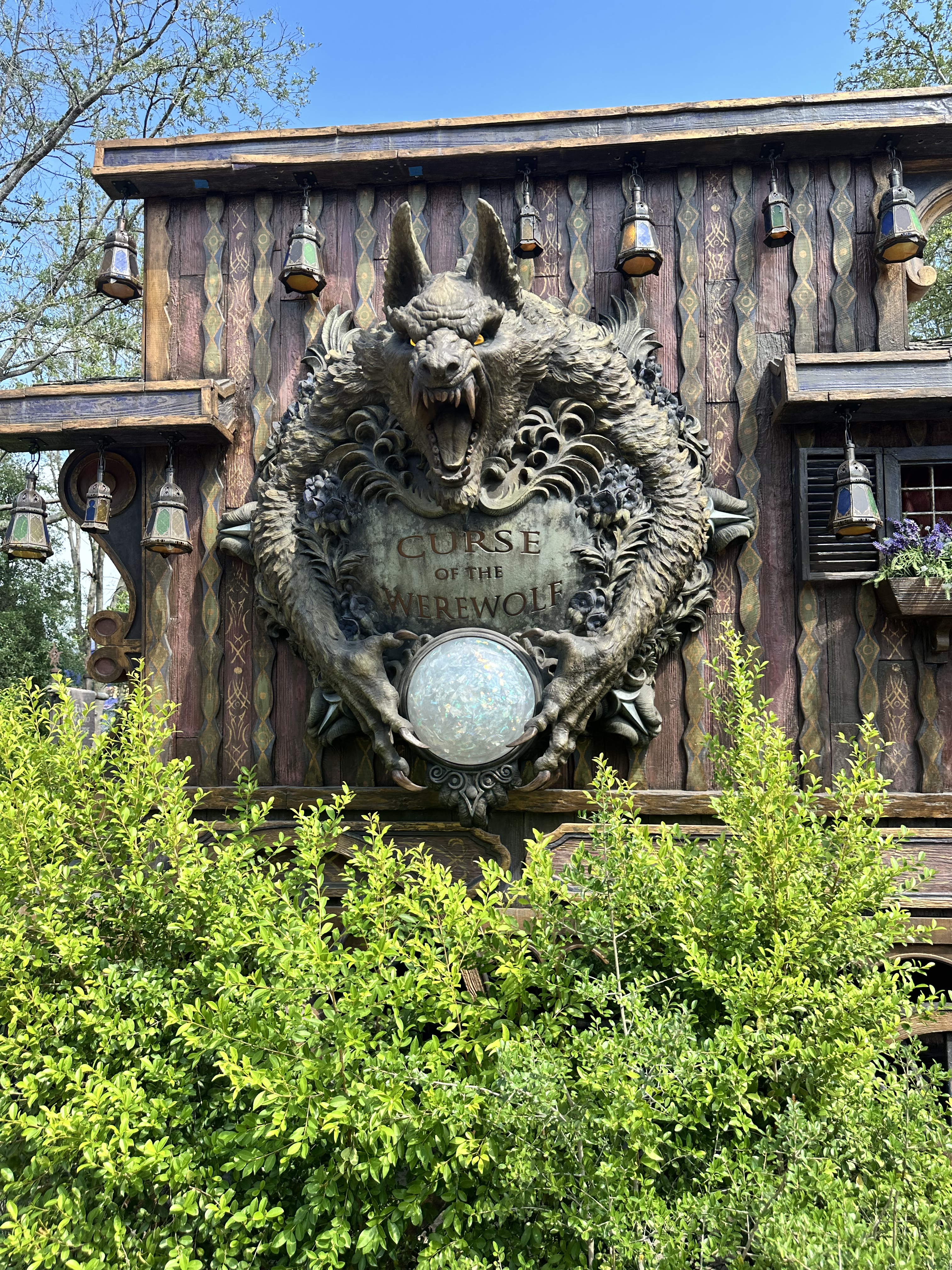
Enseigne de Curse of the Werewolf à Universal Epic Universe
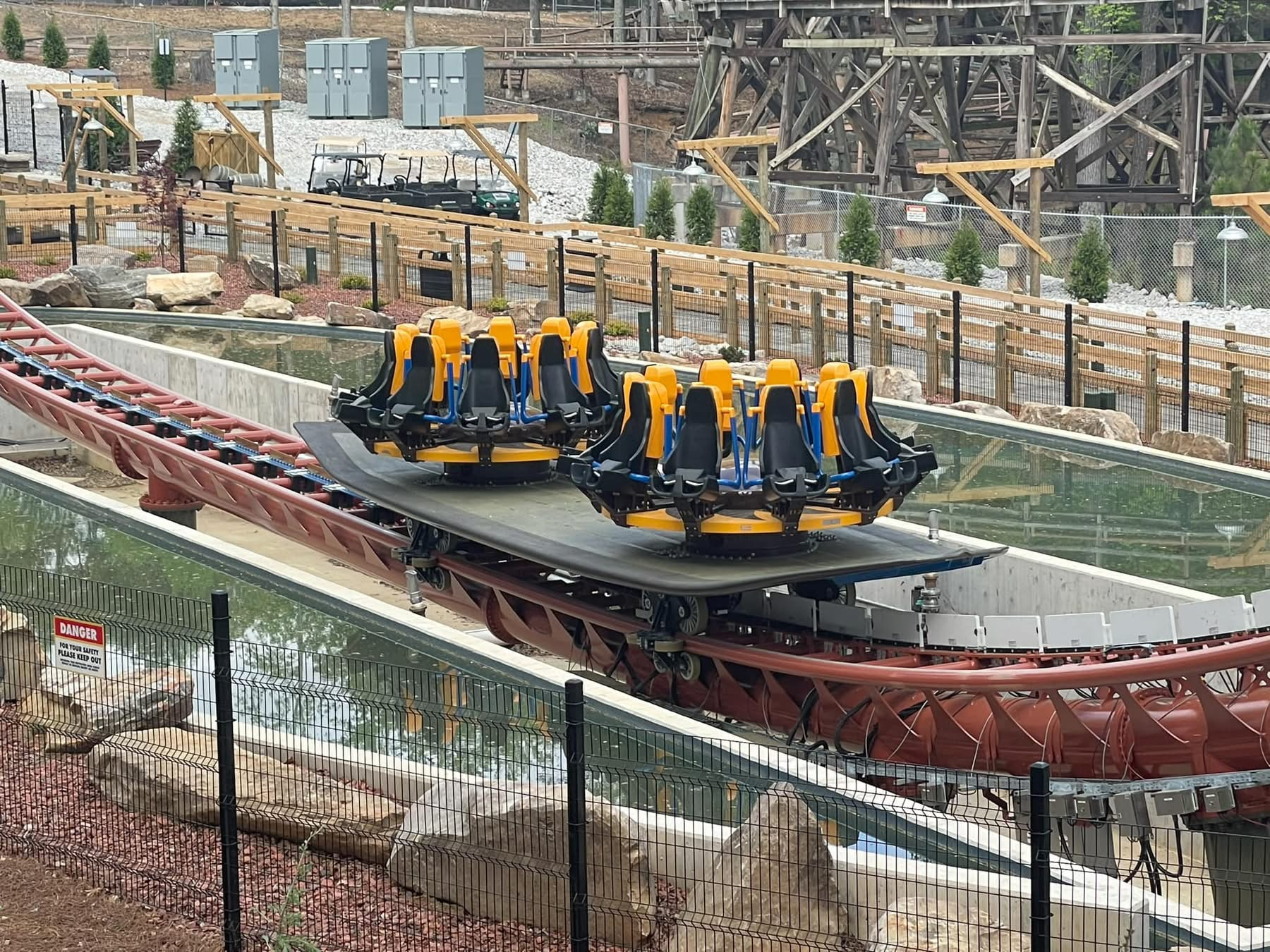
Georgia Gold Rusher à Six Flags Over Georgia
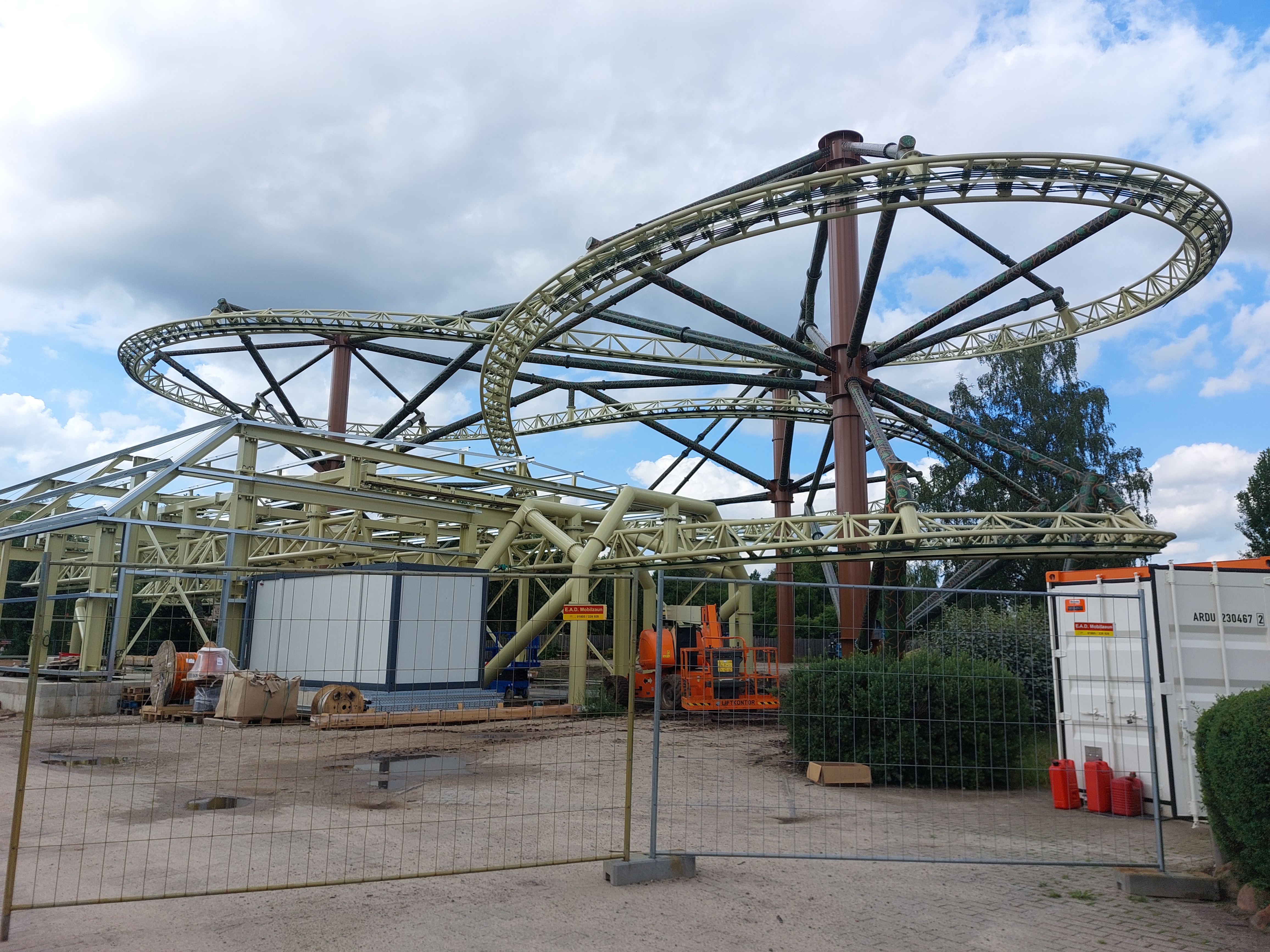
Construction de Gozimba à Serengeti-Park
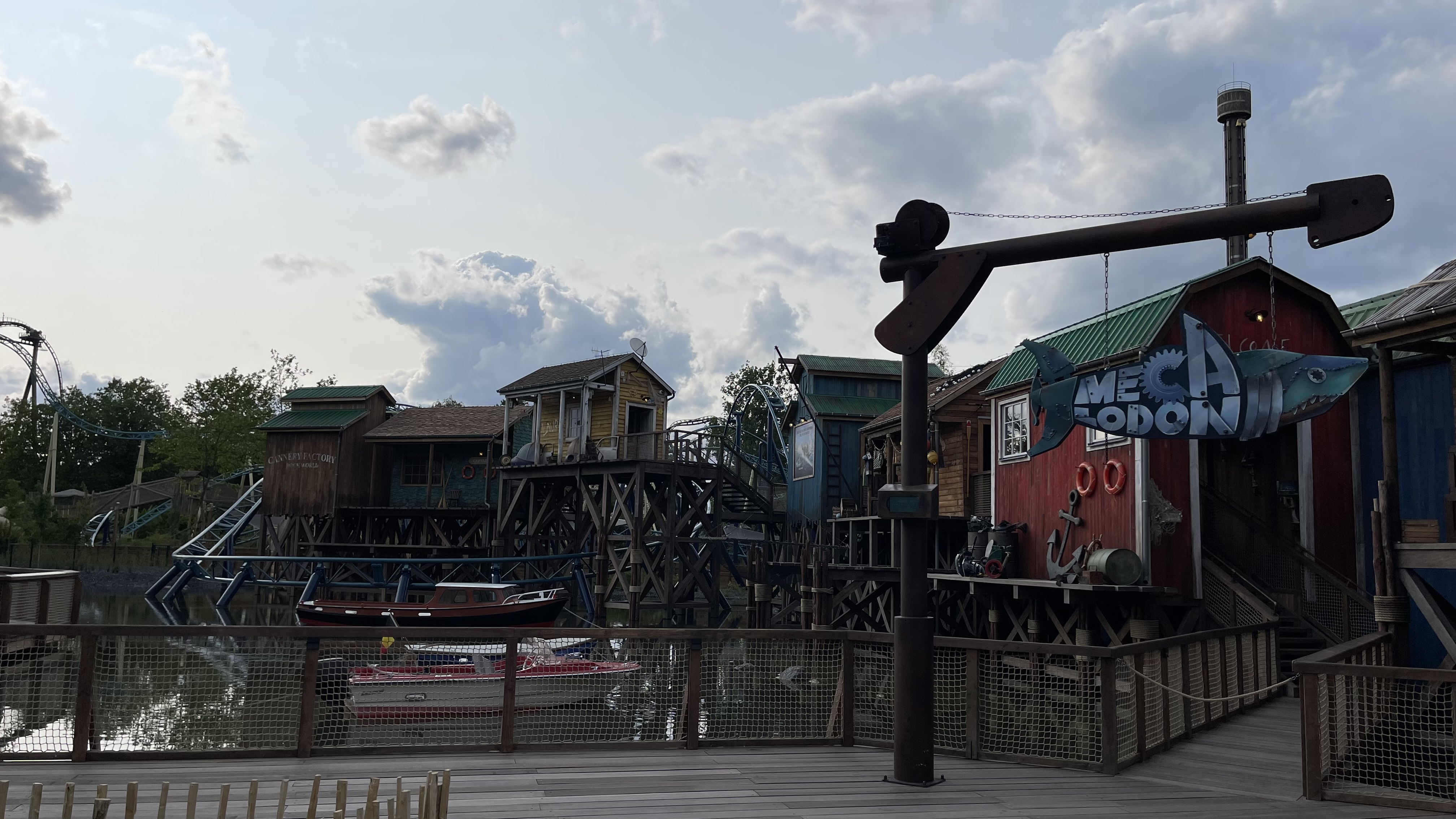
Mecalodon à Walibi Belgium
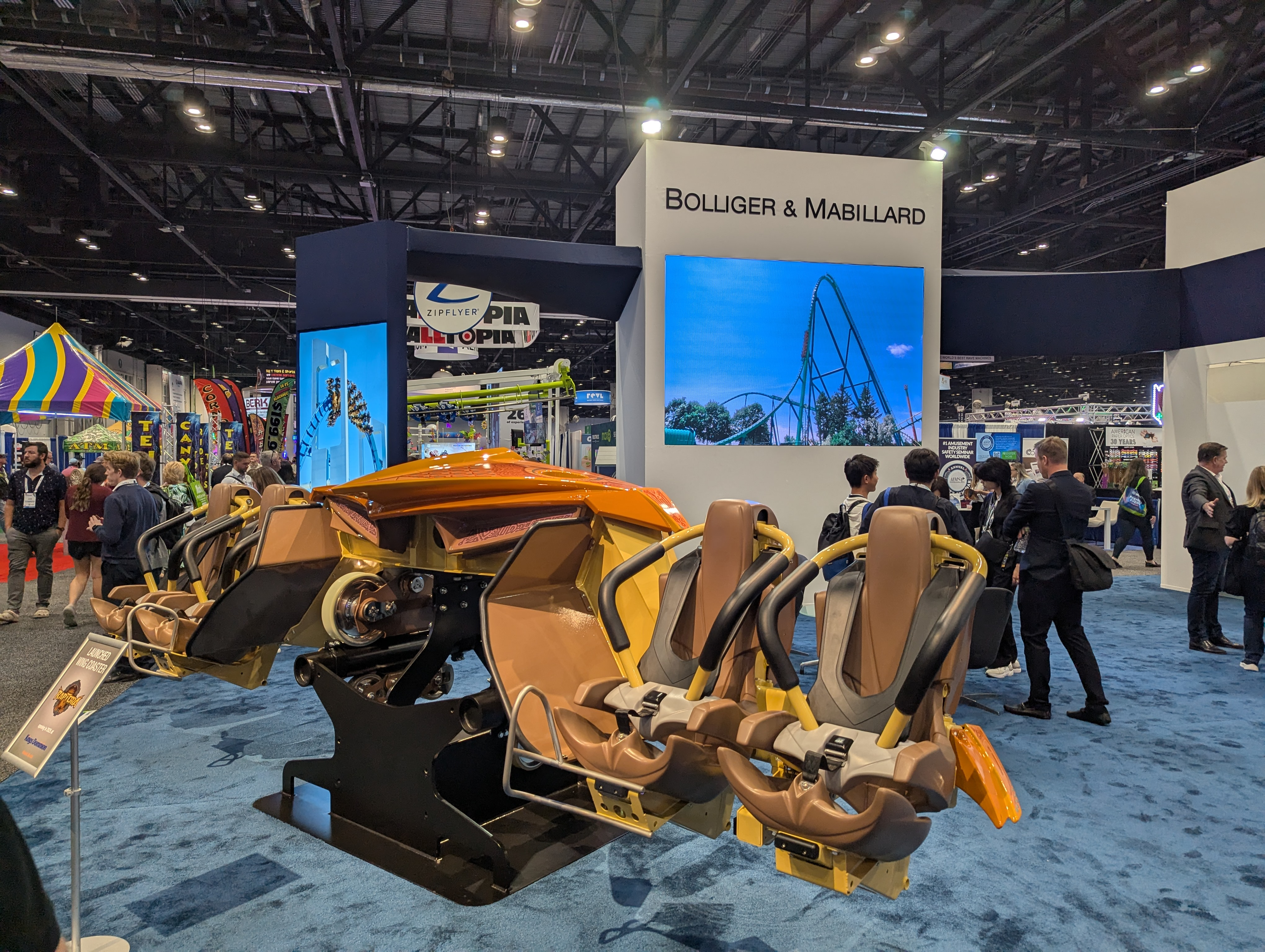
Véhicule de Rapterra exposé lors du salon IAAPA 2024.
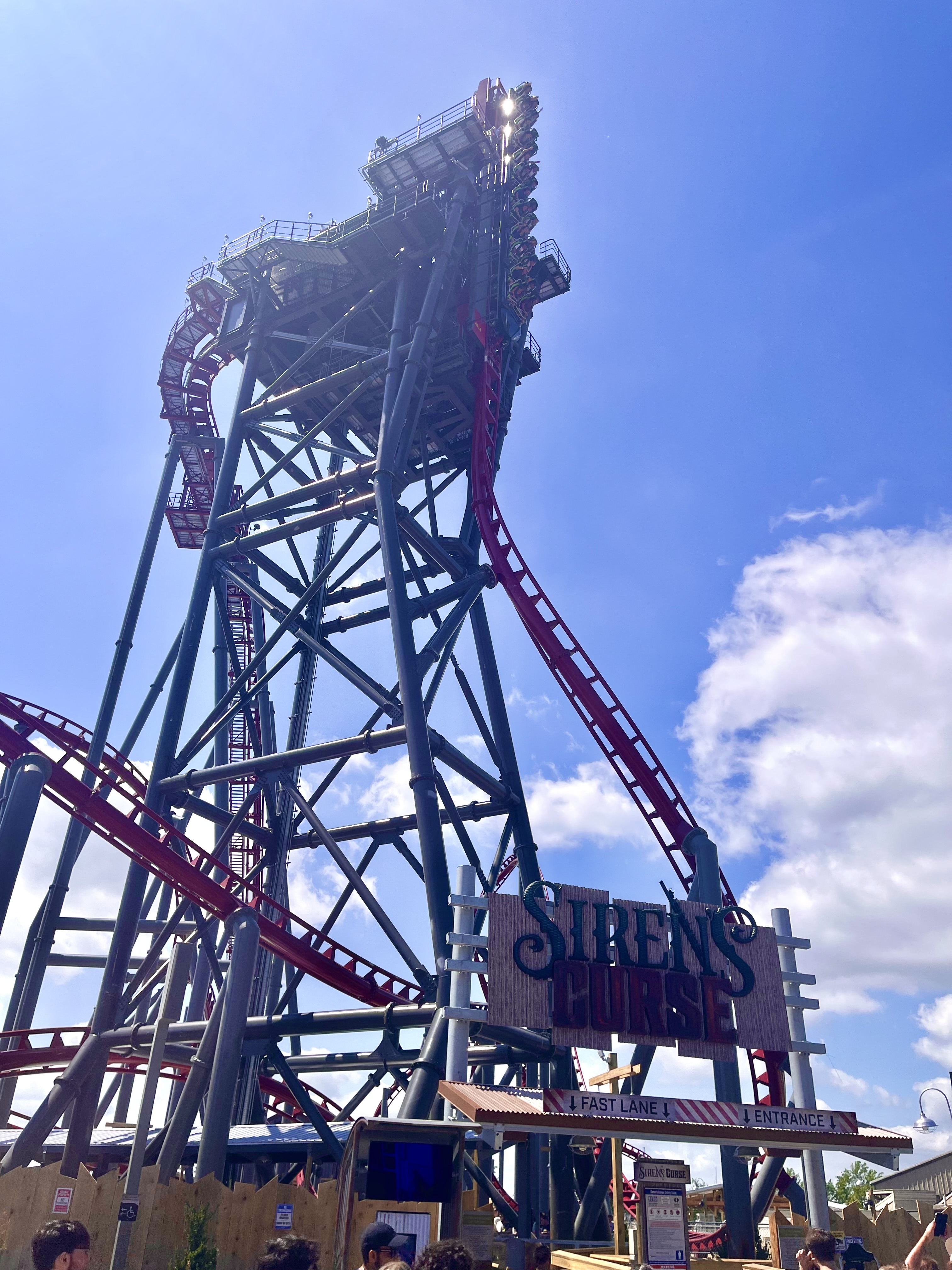
Siren’s Curse à Cedar Point
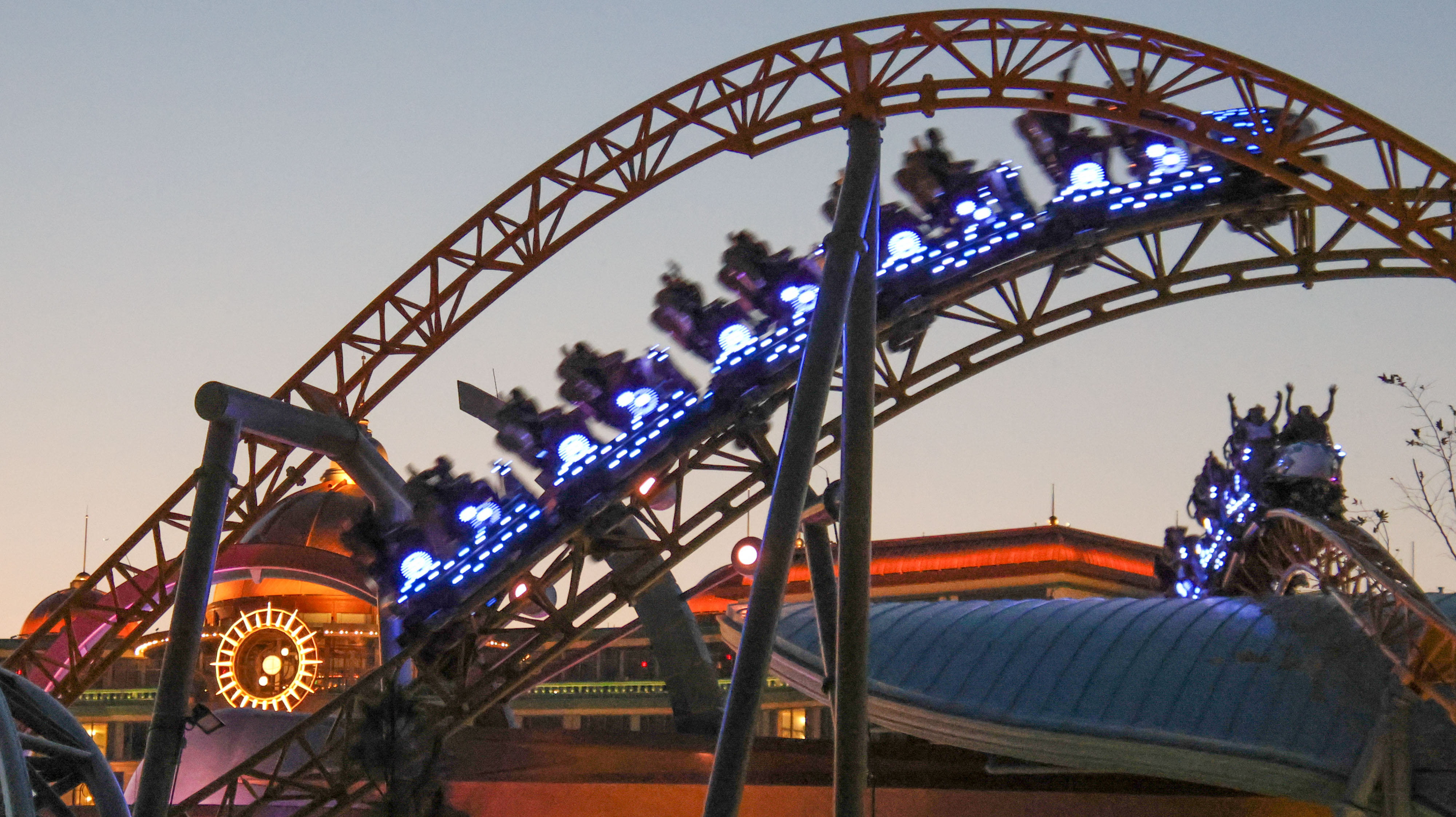
Stardust Racers à Universal Epic Universe
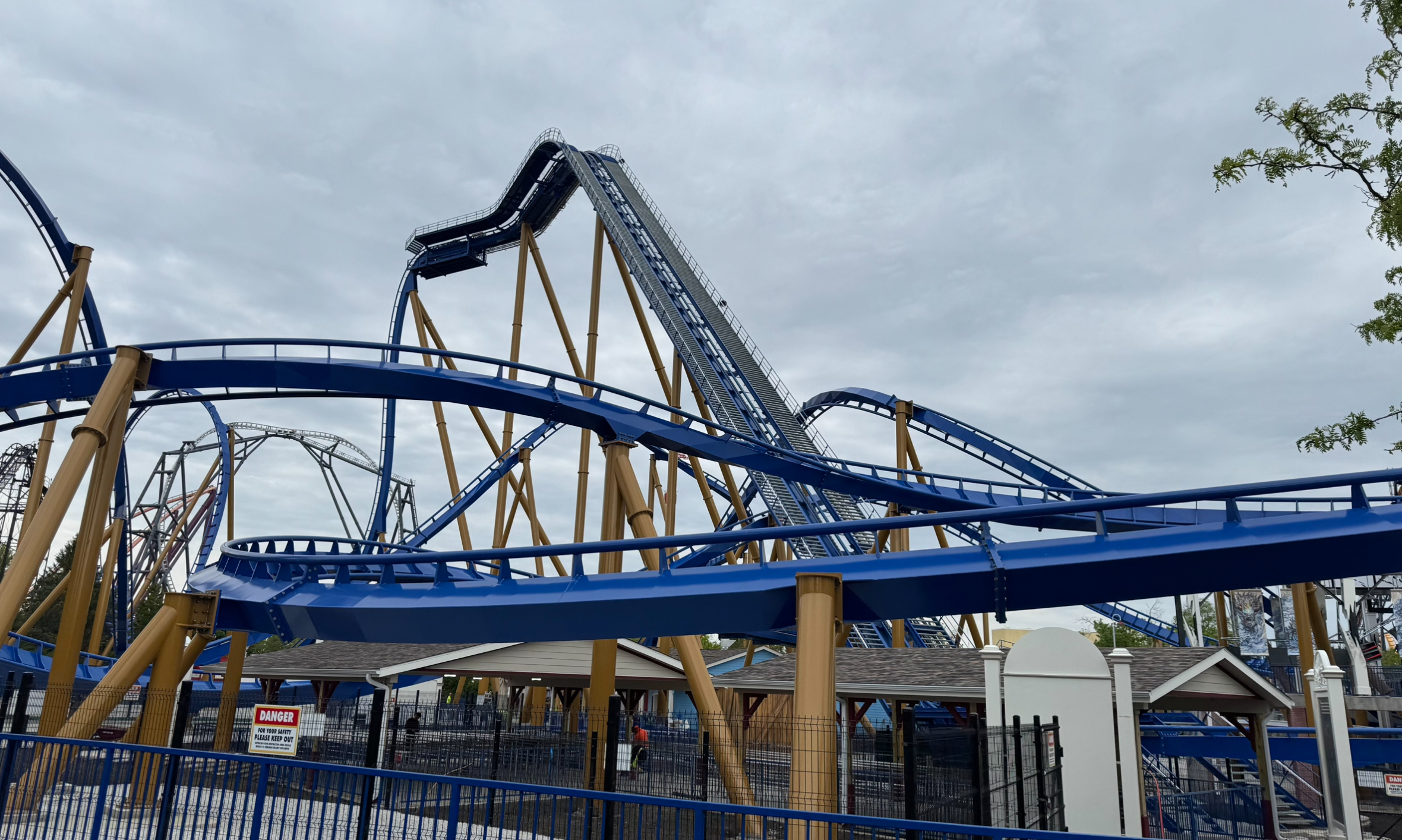
Wrath of Rakshasa à Six Flags Great America

### Autres attractions
| Nom                                             | Type / Modèle                | Constructeur                             | Parc                       | Pays            |
| ----------------------------------------------- | ---------------------------- | ---------------------------------------- | -------------------------- | --------------- |
| Airship Voyage                                  | Balloon Tower                | Wood Design                              | De Waarbeek                | Pays-Bas        |
| Arbre Dansant (L')                              | Kontiki                      | Zierer                                   | Plopsaland Ardennes        | Belgique        |
| Bourdon Balançoire                              | Wild Swing                   | ART Engineering                          | Plopsaland Ardennes        | Belgique        |
| Constellation Carousel                          | Carrousel                    | Universal Creative                       | Universal Epic Universe    | États-Unis      |
| Charlie Brown's River Raft Blast                | Splash Battle                | Mack Rides                               | Carowinds                  | États-Unis      |
| Cumberland Express                              | Train                        | Zamperla                                 | Kentucky Kingdom           | États-Unis      |
| Despicable Me Minion Mayhem                     | Simulateur de mouvements     | Intamin                                  | Universal Studio Singapore | Singapour       |
| Dragon Racer's Rally                            | Sky Fly                      | Gerstlauer                               | Universal Epic Universe    | États-Unis      |
| Enchanted Greenhouse                            | Parcours scénique interactif | Jora Vision, Alterface, ETF Ride Systems | Six Flags Qiddiya          | Arabie saoudite |
| Expedition Odyssee                              | Flying theater               | Mack Rides                               | SeaWorld Orlando           | États-Unis      |
| Fritt Fall                                      | Tour de chute                | SBF Visa Group                           | Skara Sommarland           | Suède           |
| Fyre Drill                                      | Splash Battle                | Mack Rides                               | Universal Epic Universe    | États-Unis      |
| Ghostly Manor                                   | Parcours scénique interactif | Mack Rides                               | Paultons Park              | Royaume-Uni     |
| Grand Prix Adventure                            | Parcours scénique interactif | Mack Rides                               | Europa Park                | Allemagne       |
| Großer Adlers Freier Flug                       | Wild Swing                   | ART Engineering                          | Fort Fun Abenteuerland     | Allemagne       |
| Harry Potter and the Battle at the Ministry     | Parcours scénique            | Universal Creative                       | Universal Epic Universe    | États-Unis      |
| HehnaHutschn                                    | Wild Swing                   | ART Engineering                          | Bayern Park                | Allemagne       |
| Houdini                                         | Miami Trip                   | SBF Visa Group                           | Skara Sommarland           | Suède           |
| Horizon Wheel                                   | Grande roue                  | Zamperla                                 | Wild Adventures            | États-Unis      |
| Jean Bar'Q                                      | Watermania                   | Zamperla                                 | Dennlys Parc               | France          |
| King Claw                                       | Gyro Swing                   | Intamin                                  | Dreamworld                 | Australie       |
| Kraftverket                                     | Breakdance                   | Huss Park Attractions                    | Liseberg                   | Suède           |
| Lilla Pariserhjulet                             | Mini Grande roue             | SBF Visa Group                           | Skara Sommarland           | Suède           |
| Mario Kart Bowser's Challenge                   | Parcours scénique            | Universal Creative                       | Universal Epic Universe    | États-Unis      |
| Mission Bermudes                                | Rocking Boat                 | Mack Rides                               | Futuroscope                | France          |
| Monsters Unchained: The Frankenstein Experiment | Parcours scénique            | Universal Creative                       | Universal Epic Universe    | États-Unis      |
| Pumpen                                          | Super Swing                  | Ride Engineers Switzerland               | Gröna Lund                 | Suède           |
| Rabaska : Indiana Canoë                         | Kontiki                      | Zierer                                   | Kingoland                  | France          |
| Redbird Racer                                   | Flying Tiger                 | Zamperla                                 | Kentucky Kingdom           | États-Unis      |
| Sawmill                                         | Nebulaz                      | Zamperla                                 | Fraispertuis-City          | France          |
| Scout's Squirrel Race                           | Jump Around                  | Zamperla                                 | Kentucky Kingdom           | États-Unis      |
| Silly Swirly                                    | Manège                       | Zamperla                                 | Universal Studio Singapore | Singapour       |
| SpongeBob's Crazy Carnival Ride                 | Parcours scénique            | Sally Dark Rides, ETF Ride Systems       | Land of Legends            | Turquie         |
| Steamworx                                       | Wild Swing                   | ART Engineering                          | Lagoon                     | États-Unis      |
| Tatanka : Indiana River                         | Bouées                       | Interlink                                | Kingoland                  | France          |
| Time Tinker                                     | Nebulaz                      | Zamperla                                 | Lagoon                     | États-Unis      |
| Time Twister                                    | Nebulaz                      | Zamperla                                 | Waldameer Park             | États-Unis      |
| Totem (Le)                                      | Tour de chute                | SBF Visa Group                           | Papéa Parc                 | France          |
| Tour de Chute (La)                              | Family Tower                 | Zierer                                   | Plopsaland Ardennes        | Belgique        |
| Toxicator                                       | Top Spin                     | Huss Park Attractions                    | Alton Towers               | Royaume-Uni     |
| Tremor                                          | Tour de chute                | Funtime                                  | La Récré des 3 Curés       | France          |
| Twizzlers Twisted Gravity                       | Screaming Swing              | S&S Worldwide                            | Hersheypark                | États-Unis      |
| Wave Twisted                                    | Wave Twist                   | Ride Engineers Switzerland               | Adventureland Long Island  | États-Unis      |
| Wickie's Wervelwind                             | Wild Swing                   | ART Engineering                          | Plopsaland De Panne        | Belgique        |
| Wild Swing                                      | Wild Swing                   | ART Engineering                          | Freizeitpark Plohn         | Allemagne       |
| Windjagers                                      | Parcours scénique            | ETF Ride Systems                         | Madurodam                  | Pays-Bas        |
| Wing Swinger                                    | Chaises volantes             | Zamperla                                 | Wild Adventures            | États-Unis      |
| Yoshi's Adventure                               | Parcours omnimover           | Sansei Technologies                      | Universal Epic Universe    | États-Unis      |

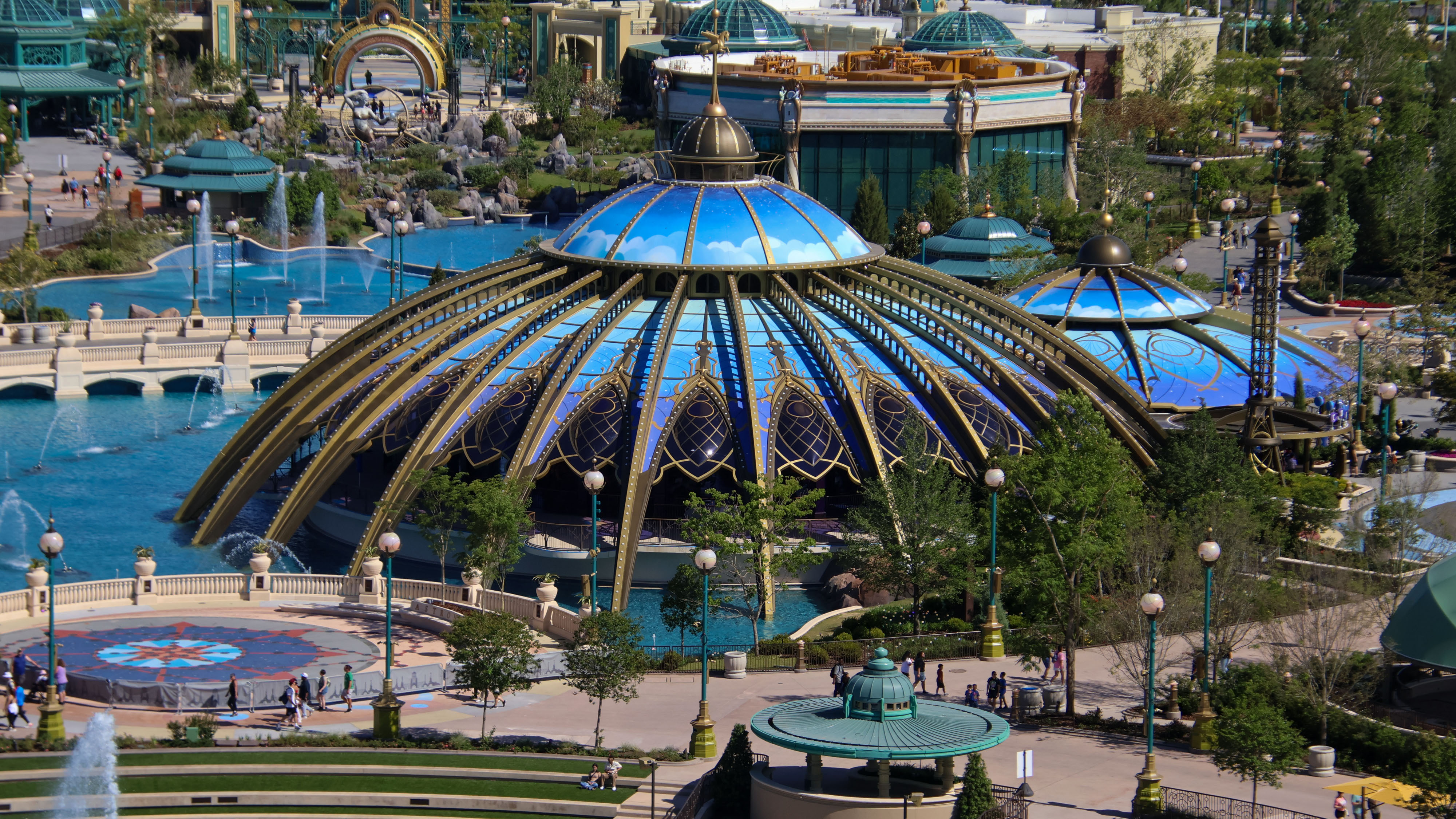
Constellation Carousel à Universal Epic Universe
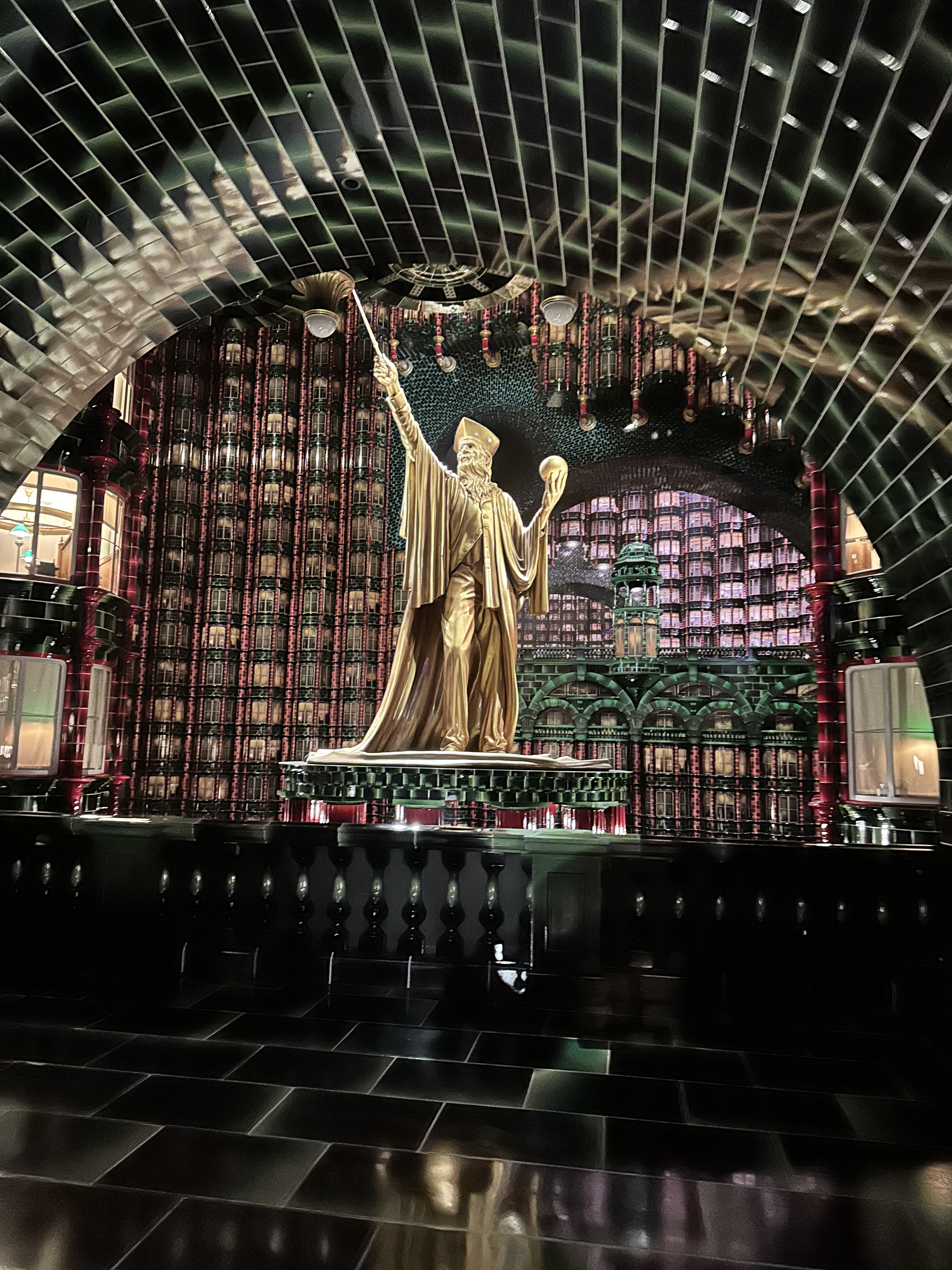
Harry Potter and the Battle at the Ministry à Universal Epic Universe
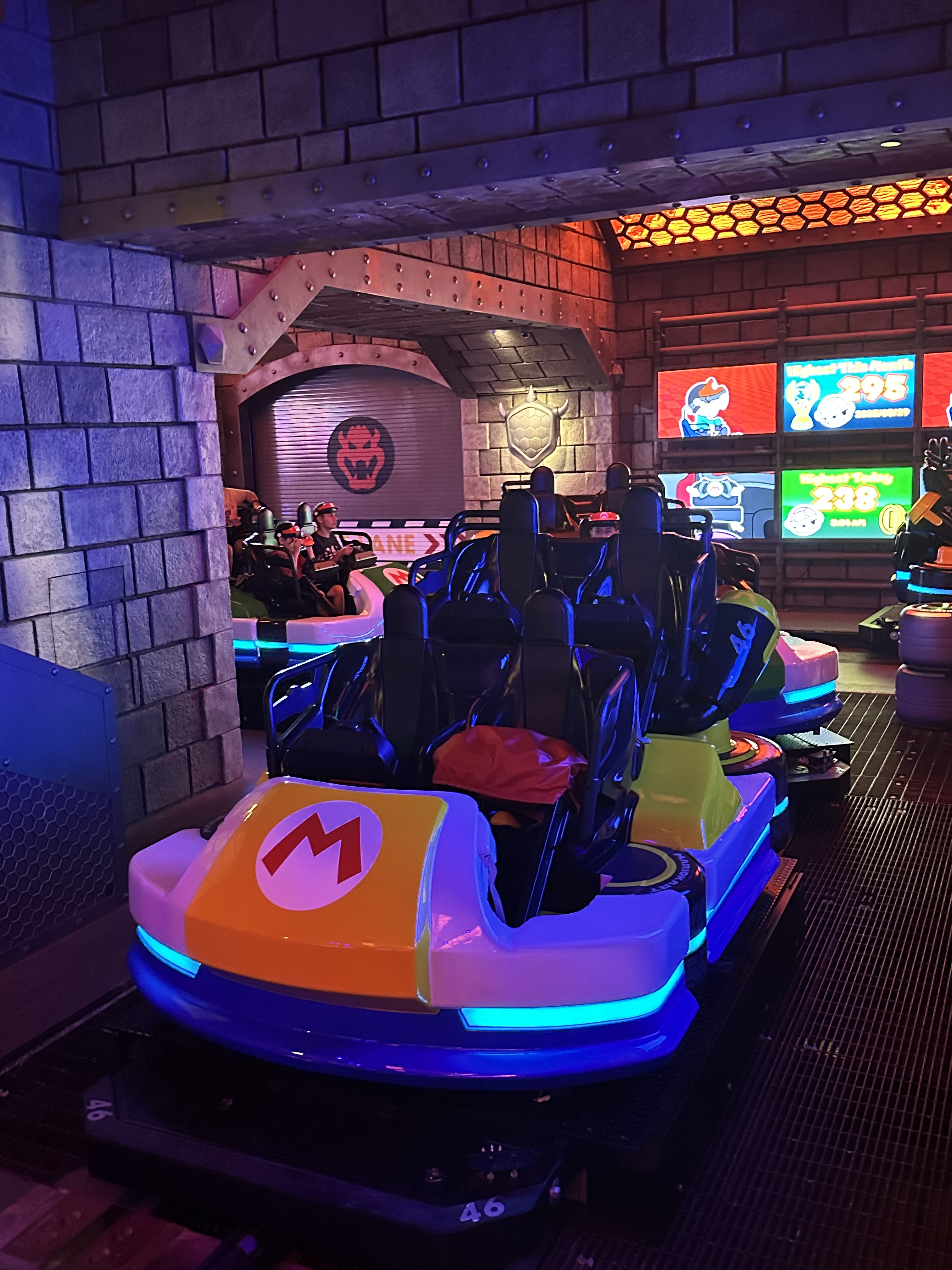
Mario Kart Bowser's Challenge à Universal Epic Universe

#### Nouveau thème
| Nom                       | Type / Modèle     | Constructeur  | Parc                       | Pays      | Anciennement                       |
| ------------------------- | ----------------- | ------------- | -------------------------- | --------- | ---------------------------------- |
| Animal Treasure Island    | Parcours scénique |               | Gardaland                  | Italie    | I Corsari                          |
| Buggie Boogie             | Carrousel         |               | Universal Studio Singapore | Singapour | King Julien’s Beach Party-Go-Round |
| Die Schlümpfe Abenteuer   | Parcours scénique | Jora Vision   | Plopsaland Deutschland     | Allemagne | Burg Falkenstein                   |
| Stormy                    | Dragon Boat       | Zierer        | Walibi Belgium             | Belgique  | Dragon Boat                        |
| Tous en Boite             | Tasses            | Chance Morgan | Walibi Belgium             | Belgique  | Salsa y Fiesta                     |
| Voyage au-dessus du Monde | Monorail          | Soquet        | Le Pal                     | France    | remplacement du parcours           |

## Hôtels
- Cabaïana - Nigloland ( France)
- Efteling Grand Hotel - Efteling ( Pays-Bas)[34]
- Helios Grand Hotel - Universal Epic Universe ( États-Unis)[35]
- Silver Lake City - Europa-Park ( Allemagne)